# Marzocca
Marzocca is een plaats (frazione) in de Italiaanse gemeente Senigallia.
De kustlijn van Marzocca overstroomde regelmatig. Tot 1400 reikte de zee tot het kasteel Rocca Roveresca in Senigallia, terwijl het strand bestond uit brakwatermeertjes. In Marzocca stond een poststation waar men kon uitrusten en van paard kon wisselen. Deze zogenaamde 'I bar d'Barucca' zou in 1301 zijn gebouwd, met een herbouw in 1766. Beroemde bezoekers waren onder andere Casanova en Napoleon.
De kokkelvisserij leverde tot in Rome en Turijn zijn producten aan, onder andere via het treinstation van Marzocca. Vanaf de jaren 30 van de 20e eeuw werd het toerisme bevorderd, met graaf Giovanni Fiorenzi da Osimo als drijvende kracht.